# 鮮魚列車

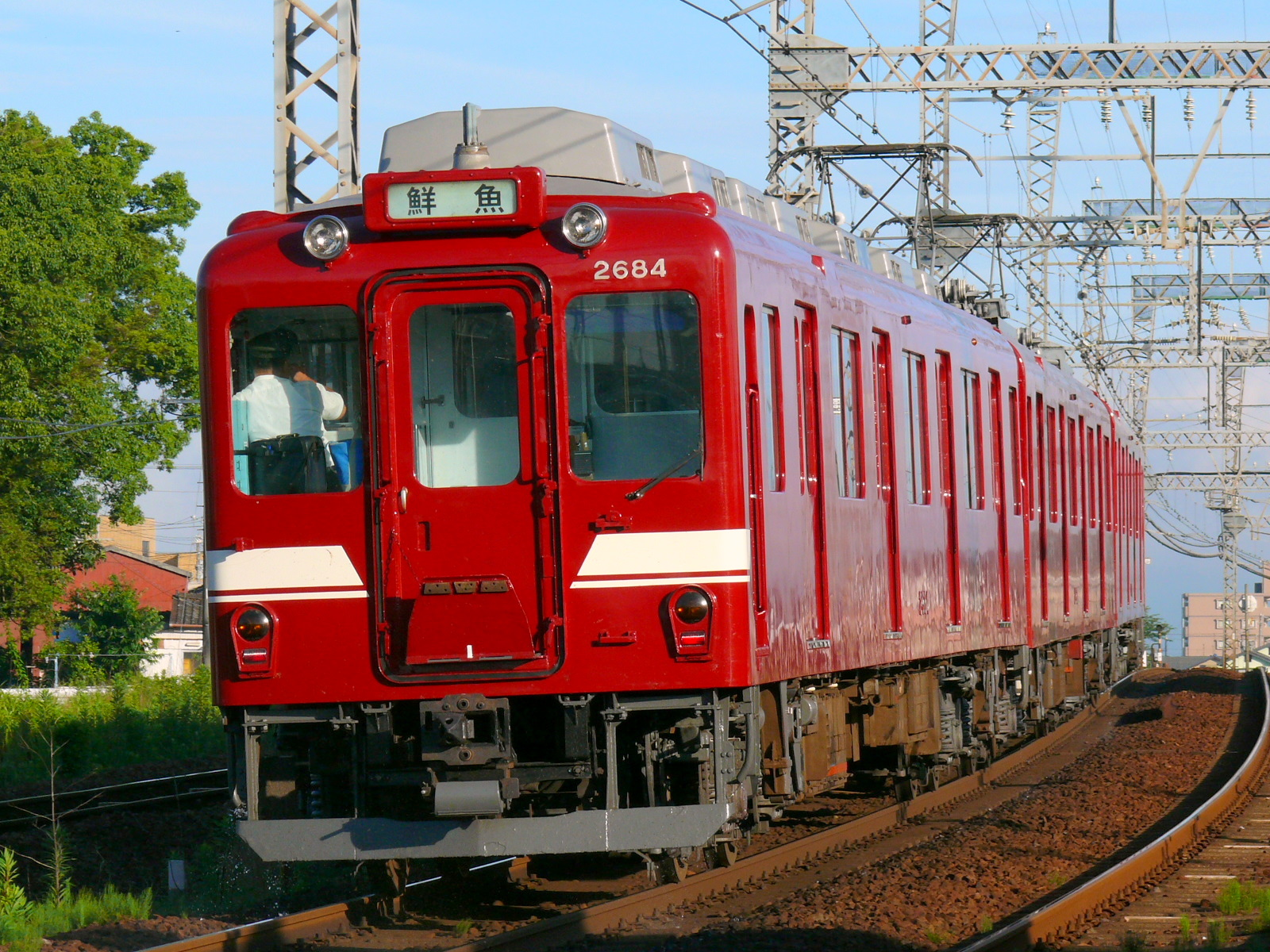
近鉄の「鮮魚列車」
（2007年8月8日 松阪駅付近）

鮮魚列車（せんぎょれっしゃ）とは、近畿日本鉄道（近鉄）が運行していた行商のための団体専用列車（行商専用列車）。1963年から2020年まで57年にわたって運行され、伊勢湾の海産物を都市に届ける役割を果たした。
本項目では、その後継として2020年（令和2年）3月16日より運行を開始した行商専用列車「伊勢志摩お魚図鑑」についてもあわせて記述する。

## 概要
1950年代後半より、三重県から魚類・米・伊勢たくあんなどを背負って近鉄に乗り、大阪で売りさばいた後、別の物資を仕入れて帰る行商人が出現した。1960年代になると、大阪へ向かう魚の行商人はますます増加し、近鉄では、魚介類を一般列車に持ち込むと魚臭など他の客の迷惑になるため、「伊勢志摩魚行商組合連合会」のための専用列車を仕立てることになり、1963年9月21日のダイヤ変更より「鮮魚列車」として鮮魚行商のための団体専用列車の運行を開始した（駅ホームの案内や車両の表示は「鮮魚」「貸切」）。
伊勢志摩魚行商組合連合会は鮮魚列車が運行を開始した1963年に結成されたもので、会員は入会金・会費を払って入会した。鮮魚列車利用時には乗車券（定期券）と共に近鉄から承認された会員証を所持し、鮮魚を運ぶための手回り品切符も必要であった。会員は津市（香良洲）、松阪市（猟師、松ヶ崎）、伊勢市（村松、有滝）、鳥羽市（鳥羽）に分布し、猟師支部の会員が8 - 9割に上った。

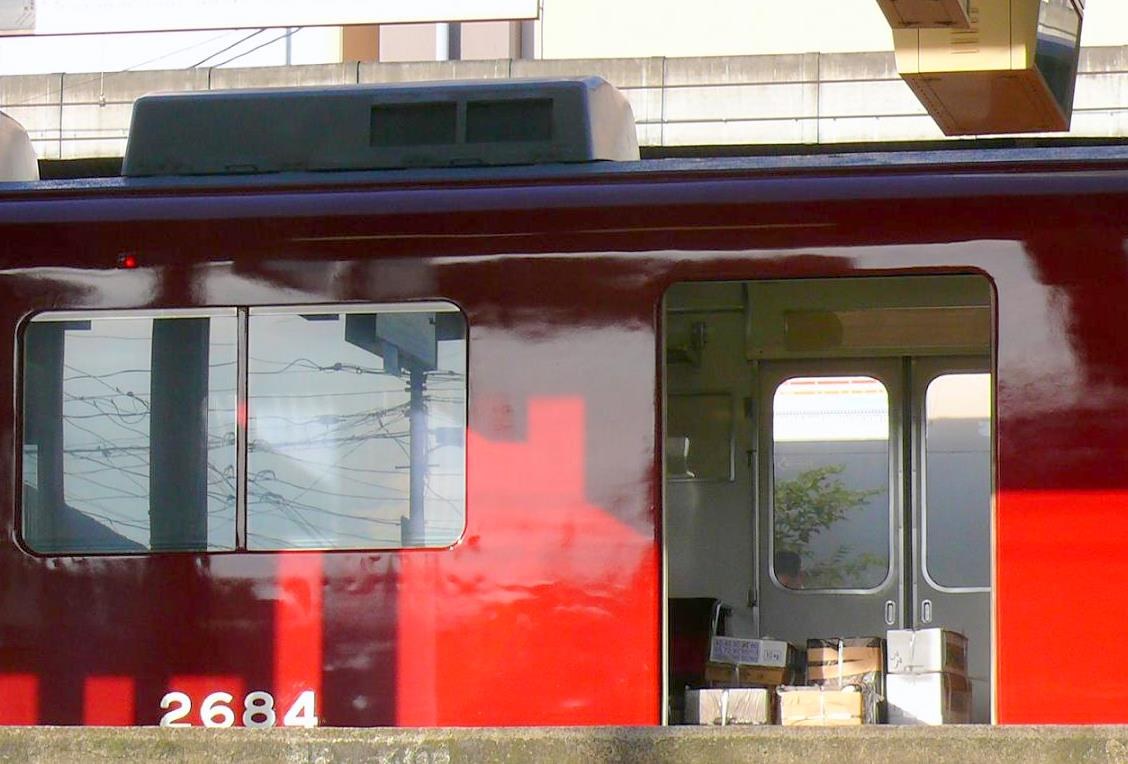
車内へ積み込まれた魚介類を入れた箱（松阪駅、2007年8月8日）

連合会の会員以外の一般旅客は乗車できず、時刻表にも掲載されていないことから「幻の電車」とも呼ばれた。車内には伊勢志摩の新鮮な魚介類が入った発泡スチロールや段ボールの箱などが積み込まれる。連合会の規約では、車内や座席を汚損しないように、魚介は「カン」と呼ばれるブリキの箱に入れることになっていたが、末期には発泡スチロールが使われるようになった。
早朝に宇治山田駅を出発し、およそ2時間半をかけて大阪へと向かい、夕方は大阪から松阪駅まで向かっていた。なお、早朝には鮮魚列車より早い時間に運行される始発列車を乗り継いで伊勢地方から大阪へ向かう会員もいたが、この場合も指定された列車・車両に乗車していた。
前述の通り一般旅客は乗車できないが、鮮魚列車の運休日となる日曜日・祝日には貸切ツアー列車が時折運行されていた。2014年11月22日・23日の両日には、鮮魚列車の珍しさに注目した伊勢市・鳥羽市・志摩市の合同企画として大阪上本町駅に停車した列車内で伊勢志摩の特産品を販売する「伊勢・鳥羽・志摩うまいもん列車」という物産展が開かれた（ただし、このイベントで用いられた列車は4両編成の通常の通勤形車両のため、鮮魚列車の専用車両ではない）。
2014年8月27日には、大阪上本町行きの鮮魚列車が伊賀神戸駅付近の踏切で乗用車と衝突する事故が発生した。当該列車が同駅に停車するために速度を落としていたこともあり、乗客らにけがはなく、名張駅まで走行したのち運転打ち切りとなった。

## 停車駅

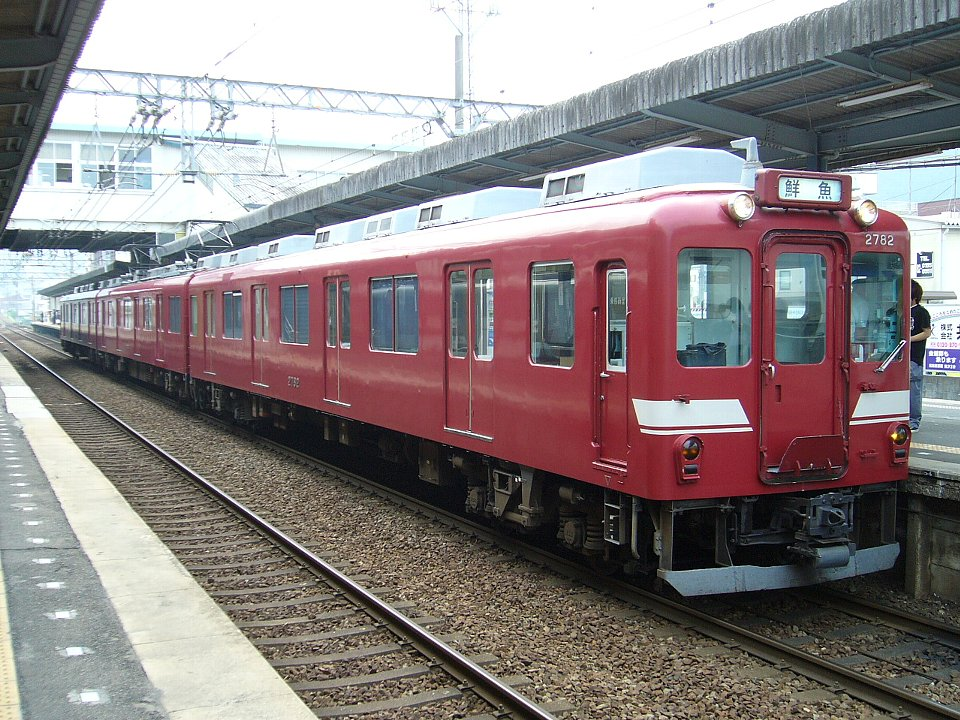
榛原駅に停車中の2680系による鮮魚列車（2006年6月13日）

宇治山田駅 - 伊勢市駅 - 松阪駅 - 伊勢中川駅 - 榊原温泉口駅 - 伊賀神戸駅 - 桔梗が丘駅 - 名張駅 - 榛原駅 - 桜井駅 - 大和八木駅 - 大和高田駅 - 布施駅 - 鶴橋駅 - 大阪上本町駅
1976年3月18日のダイヤ変更以前の急行停車駅と同一であった。車両基地については大阪では高安検車区（車両の所属も当区）、三重では明星検車区で待機していた。
会員の8 - 9割が松阪市猟師町と町平尾町の住民であったことから、松阪駅で乗降する行商人が大半を占めていた。会員の多くは終点の大阪上本町駅まで利用していたが、大和八木駅で乗り換えて近鉄奈良駅や京都駅方面へ行く者や、鶴橋駅で下車し、鶴橋の魚市場で他産地の魚介類を仕入れる者もいた。行商人は大阪市内の商店街に店舗を構え、魚介類を販売する。
なお、特急や快速急行などの通過待避のため、東青山駅や河内国分駅などの待避可能な駅に停車することがあった。また、五位堂駅などに臨時停車する場合もあったが、運転停車扱いでドアは開かなかった。

## 車両変遷

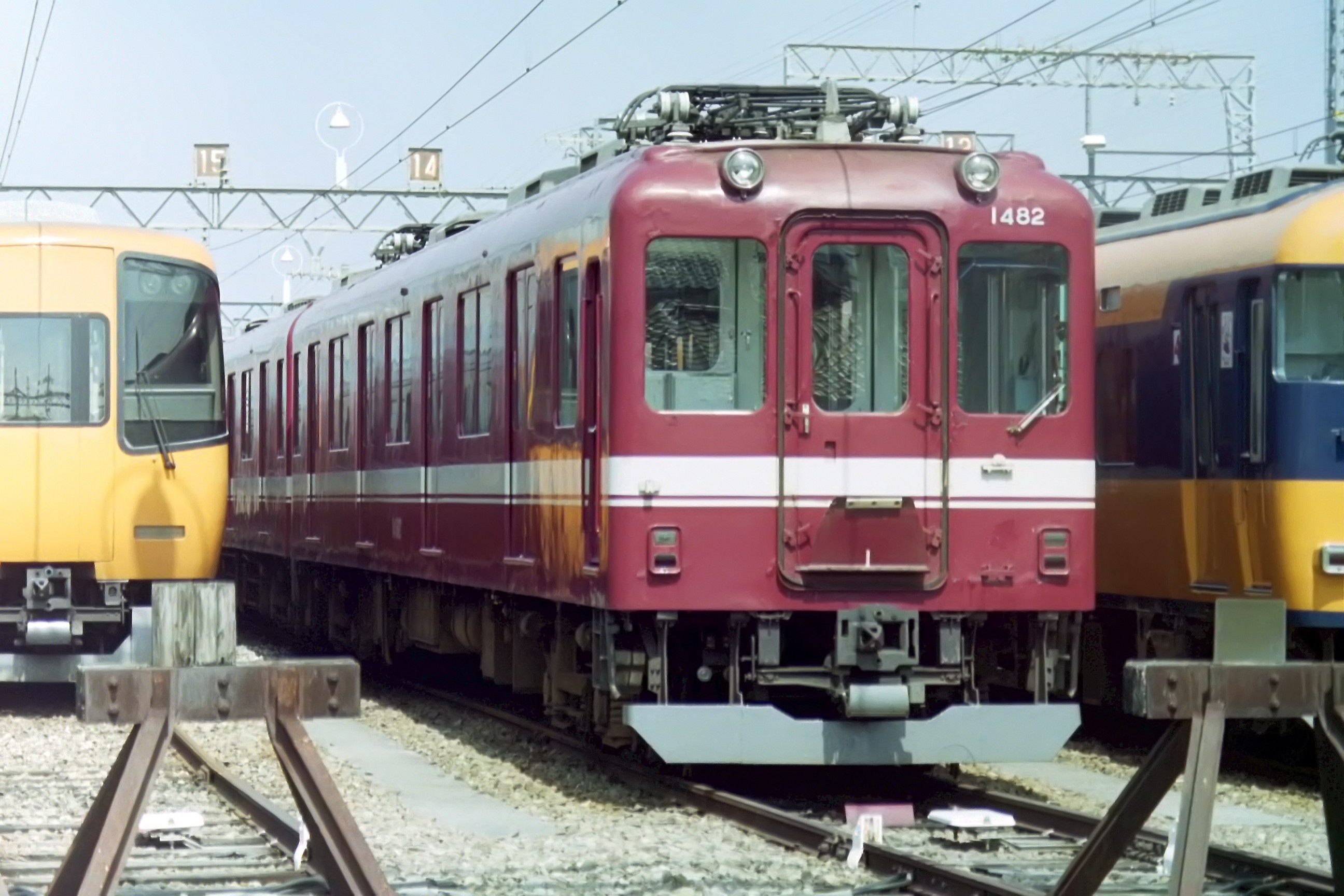
1481系（2代目鮮魚列車）

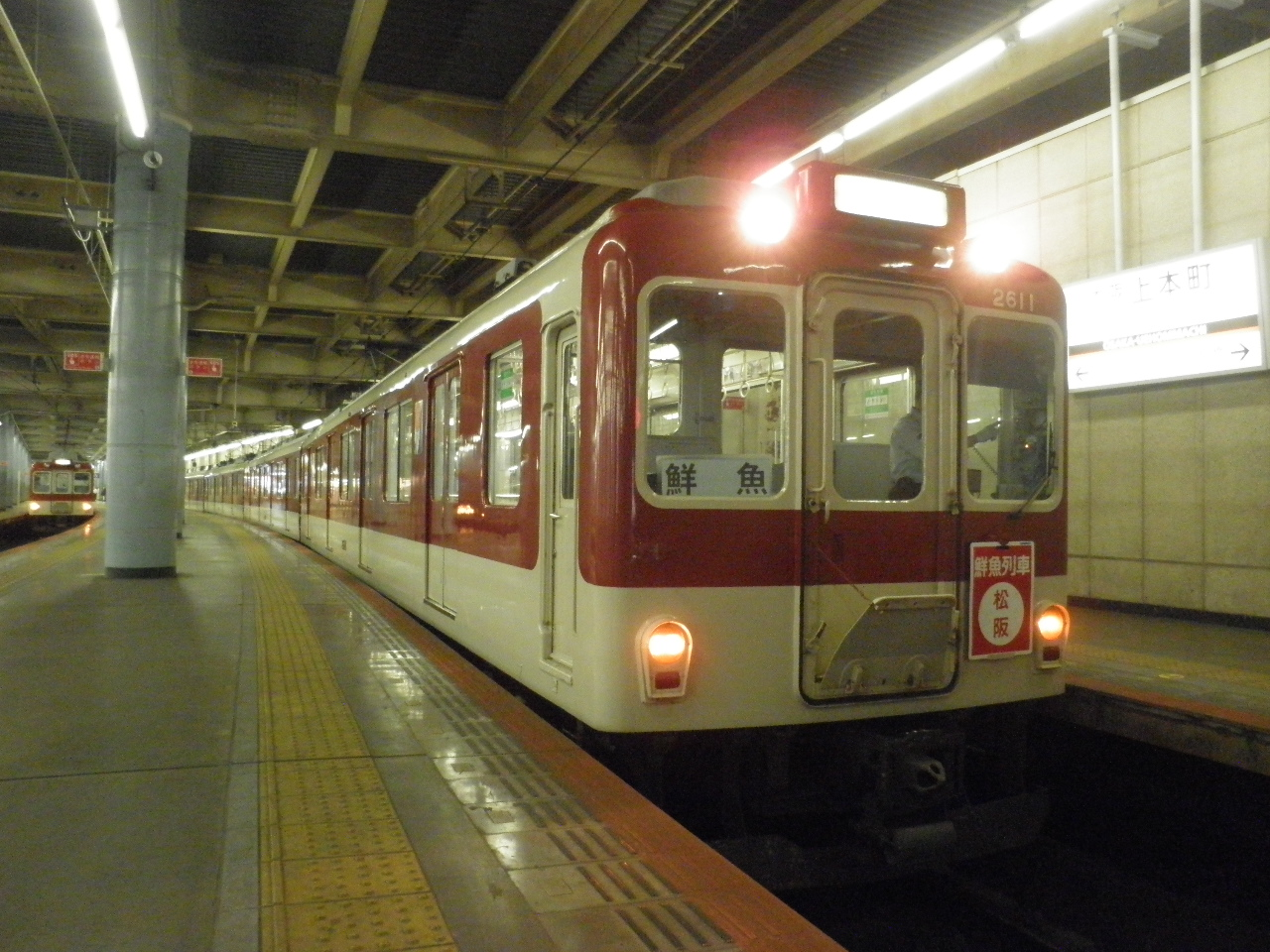
2610系（2611F）による代走（2015年6月17日 大阪上本町駅）

初期には2200系や初代1400系など、一般車両もしくはそれらを用途変更・改番した荷物電車が使用されていた。1970年代後半から下記の初代車両が使用されるようになり、1983年に専用車両として改番された。
1481系までは「鮮魚列車」と行先を記載した行先標を用いていたが、2680系は方向幕を装備し、表示は単に「鮮魚」となっていた。また、同車の定期検査中は座席にビニールシートで養生を施した2610系のロングシート車が代走することもあった。この場合は行先標を用いていた。さらに、末期にはク2782の方向幕が破損したため、2019年9月24日より代走列車で使用していた行先板を掲出するようになっていた。
1. 600系（2代目）[注 4]（計6両改造・1983年（改番） - 1989年） - 吊り掛け駆動方式。下記カッコ内に各車両の改番歴を示す。
  - モ601（参急2200系デ2204→モ2204→事故復旧で車体新製しモ1421）
  - モ602（元大阪線・名古屋線特急車2250系モ2253）
  - モ603（元大阪線・名古屋線特急車2250系モ2257）
  - ク501（大軌1300系デボ1308→モ1308→事故復旧で車体新製しモ1321→電装解除によりク1321）
  - ク502（奈良電デハボ1350形デハボ1351→近鉄への合併でモ690形モ691→京都線・橿原線特急車改装により683系モ683→電装解除によりク1322） - 本車両のみクロスシート
  - ク503（元大阪線・名古屋線特急車2250系ク3125）
2. 1481系（1480系1481Fを専用車化改造・1989年3月[6] - 2001年11月11日[19]） 
  - モ1482 - モ1481 - ク1591の3両編成1本。この車両より白帯、WN駆動方式、冷房・列車便所装備[19]。
3. 2680系（2683Fを専用車化改造・2001年11月19日[6][23]（または11月17日[19]） - 2020年3月13日）
  - モ2684 - モ2683 - ク2782の3両編成1本。車体前面のみ一部白帯あり[注 5]。元はクロスシート車であったが、ロングシートに改造済[19]。

## 運転終了までの経緯
地方私鉄や国鉄で運行されていた行商専用列車は行商人の減少で廃止が相次ぎ、2013年3月29日には京成電鉄で運行されていた「なっぱ電車」が廃止されたことにより、日本国内で行商専用列車を運行する鉄道事業者は近鉄が唯一となった。
全盛期は200人を超える行商人が利用し、車内は荷物であふれ返り、荷物棚に寝転がらなければならない行商人が出るほどであったという。しかし、自動車の普及や行商人の高齢化（後継者不足）などにより、利用者は2008年時点で50名ほど、2014年に20名、廃止直前には数名にまで減少していた。「伊勢志摩魚行商組合連合会」の会員数も2009年現在115名で、2000年の239名に比べて半減した。
2015年時点のダイヤでは上りが宇治山田駅6時9分発大阪上本町駅8時57分着、下りが大阪上本町駅17時15分発松阪駅19時33分着で、2020年3月13日の運行終了直前のダイヤでは上りが宇治山田駅6時1分発大阪上本町駅8時58分着であった。
2014年時点では近鉄の広報担当者は鮮魚列車について「社会貢献として走らせ続けたい」とコメントしていたが、利用者の減少や専用列車の老朽化のため、2020年3月13日をもって運転を終了した。鮮魚列車の運転終了により、行商専用列車は日本国内から姿を消した。
鮮魚運搬の役割は定期列車に併結される伊勢志摩お魚図鑑（後述）が当該列車の後継となる。
2680系は当該列車の運転終了後も明星検車区に留置されていたが、2020年5月16日に廃車のため、高安検車区へ回送された。

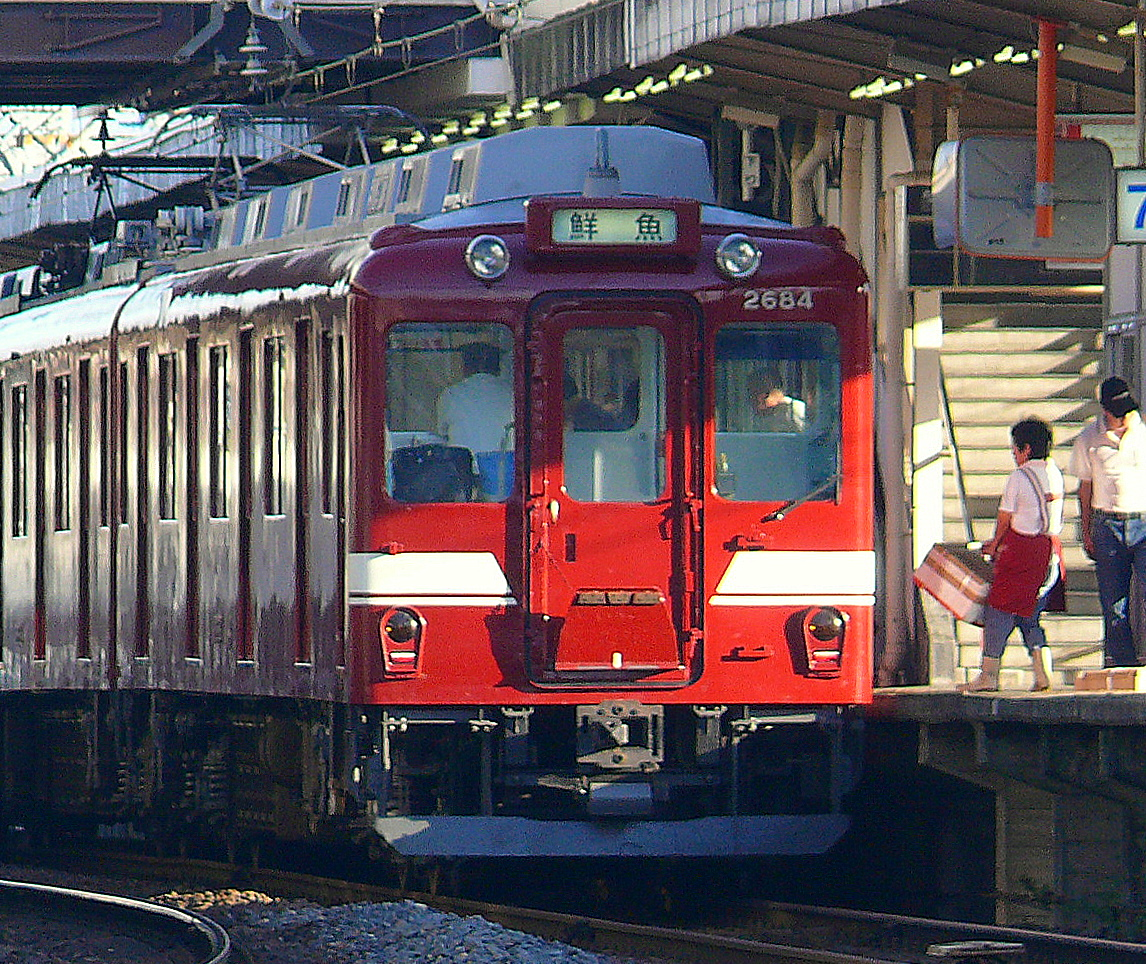
松阪駅での魚介類を入れた箱の積み込み風景。 （2007年8月8日）
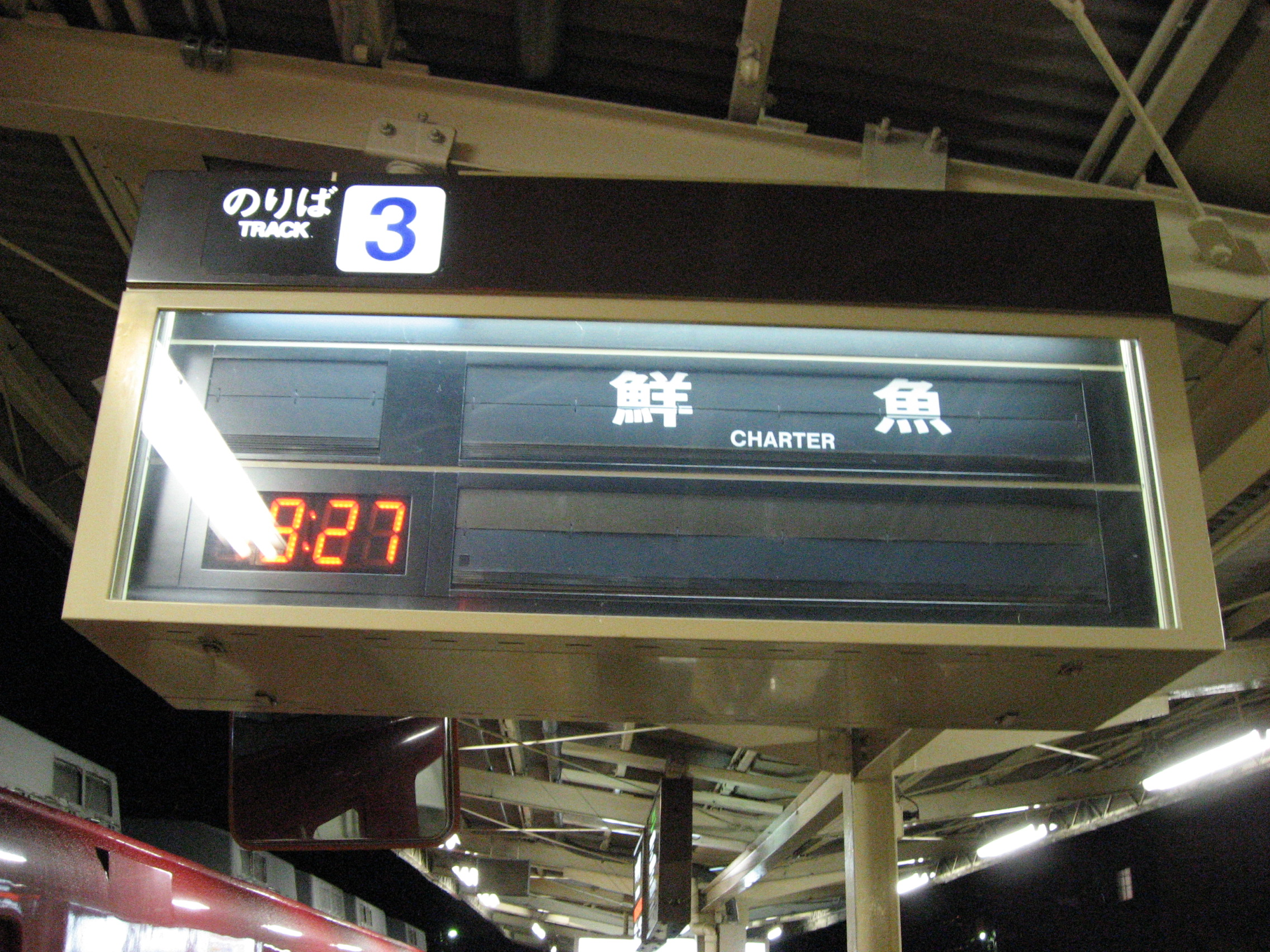
一部の駅の案内表示器では「鮮魚」「CHARTER」と表示された。 （2008年9月19日）
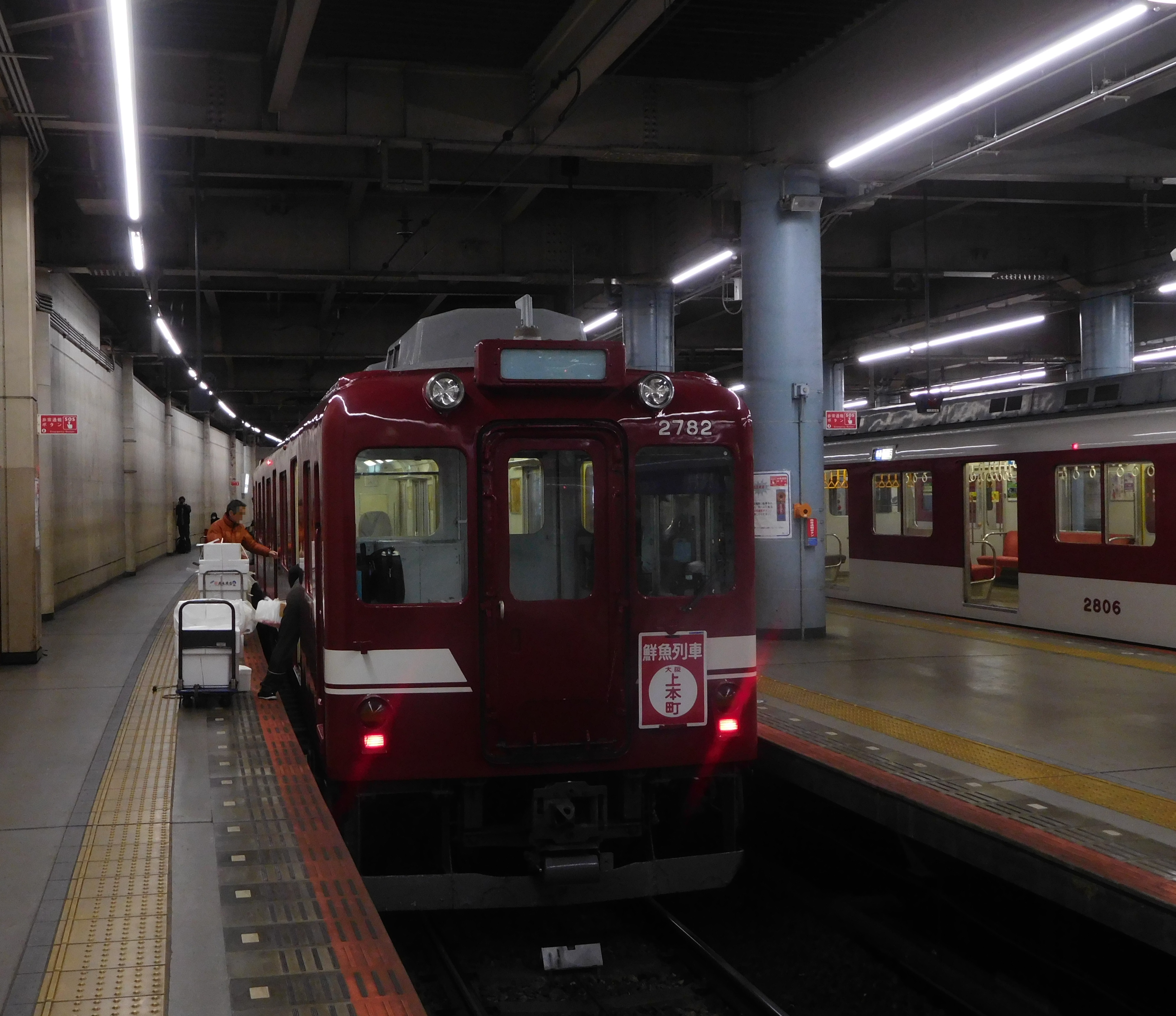
大阪上本町駅での魚介類を入れた箱の荷下ろし風景。 （2020年3月3日）

## 伊勢志摩お魚図鑑

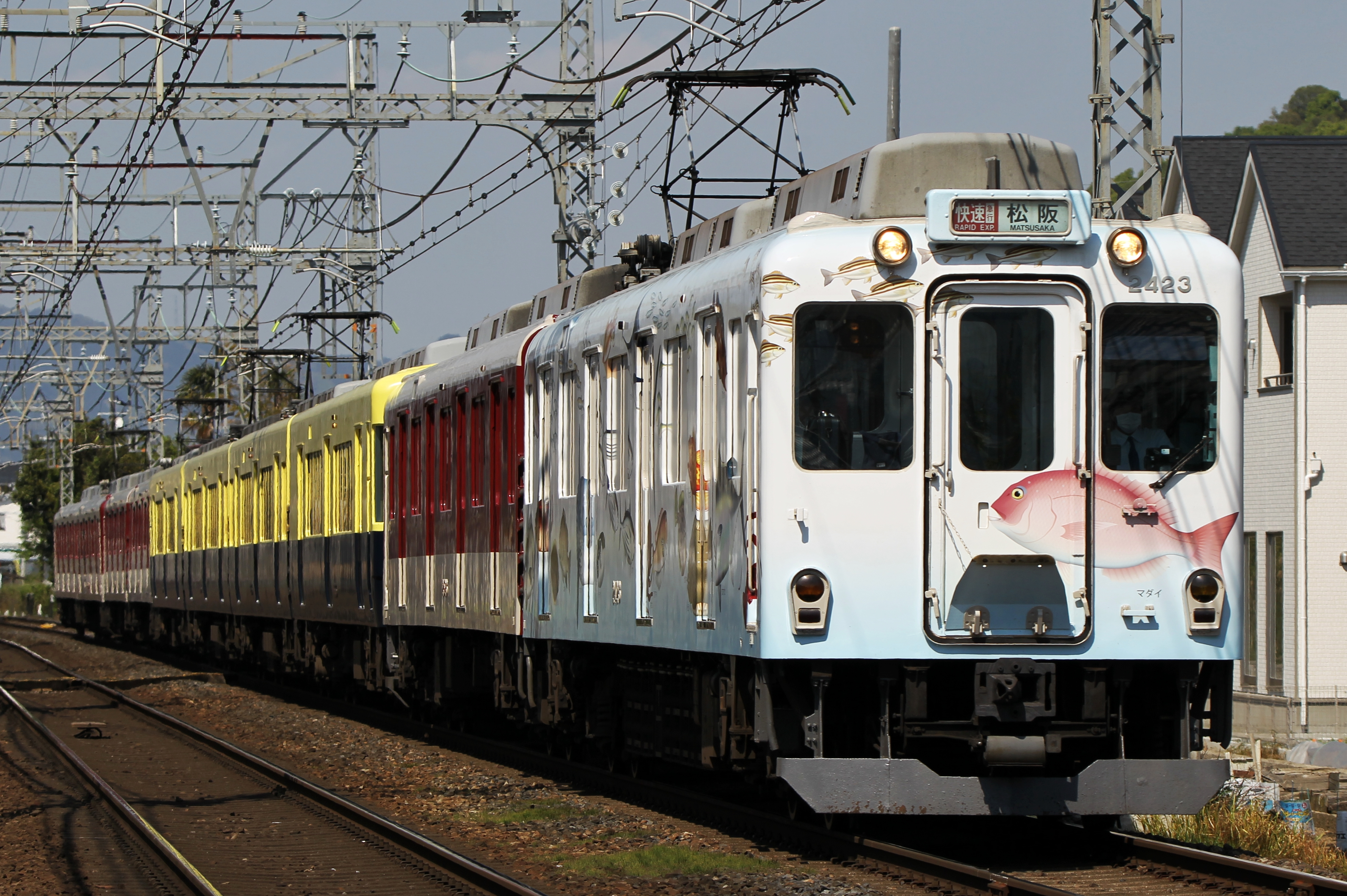
伊勢志摩お魚図鑑（先頭1両）

自動車輸送への転換などによる行商人の減少や2020年3月14日のダイヤ変更による鮮魚列車の運転終了を皮切りに、伊勢志摩の魚介類を車体に描いた当該列車を導入し、3月16日から平日の朝に松阪駅から大阪上本町駅への一般列車の最後部および大阪上本町駅から松阪駅への一般列車の最前部に当該列車を1両つなぎ、鮮魚運搬専用列車として運行を開始した。今後当該列車を活用したツアーやターミナルでの海の幸の直販を企画していく見込み。
車両
- 2410系2423F（モ2410形モ2423を専用車化改造・2020年3月16日 - ）
  - 2両編成の通勤形車両のうち1両の車体全体に伊勢志摩の海に生息する様々な魚介類を描き、当該列車として一般客の誤乗防止も兼ねている。伊勢志摩の代表的な海の幸である伊勢海老を始め、鯛やフグ、イワシ、マンボウなど、43種類をリアルに描き、分かりやすいようにそれぞれの名前もカナで記した。
  - 乗降扉8箇所のうち4箇所は青いケースに隣接の上で締切とし、残る4箇所は一般客の誤乗防止を図るため、赤いベルトパーテーションを張り、行商人が当該列車に乗降する際に外して乗降する。
  - トイレ無しのため、必ず5200系など、トイレ付き車両を全区間大阪上本町寄りに連結するようになっている。
  - ペアを組むク2510形ク2523は一般列車のため、従来通り一般客も利用可能。

運行
平日に松阪6時44分発大阪上本町8時45分着の列車の最後部および、その折り返しの大阪上本町8時54分発松阪10時50分着の列車の最前部に鮮魚運搬専用列車として当該列車1両を連結して運行している。当該車両は一般客の利用ができないため、途中の停車駅では注意喚起が行われている。名張駅到着後は上りが6両編成から10両編成、下りが10両編成から6両編成、松阪駅到着後は6両編成から2両編成への増解結が行われ、明星車庫へ回送・入庫している。
2024年ダイヤ以降は快速急行が8両に減車したことにより、松阪発から名張までは4両編成で運行され、名張駅到着後は4両編成から8両編成、下りは8両編成から名張駅から6両となり、松阪駅到着後は前述の2両編成に切り離された後、明星車庫へ回送・入庫を行っている。
鮮魚列車は平日・土曜日に上り・下りともに運行し、宇治山田駅・伊勢市駅からも利用できたが、現状で両駅から利用する「伊勢志摩魚行商組合連合会」の会員がいなくなり、新規の利用も見込めないため、当該列車はダイヤが平日のみ、上りの始発駅が松阪駅、下りが朝に変更された。ただし、他の車両で代用することもある。
停車駅
- 上り：松阪駅 - 伊勢中川駅 - 榊原温泉口駅 - 東青山駅 - 西青山駅 - 伊賀上津駅 - 青山町駅 - 伊賀神戸駅 - 美旗駅 - 桔梗が丘駅 - 名張駅 - 赤目口駅 - 室生口大野駅 - 榛原駅 - 桜井駅 - 大和八木駅 - 大和高田駅 - 五位堂駅 - 鶴橋駅 - 大阪上本町駅
- 下り：大阪上本町駅 - 鶴橋駅 - 五位堂駅 - 大和高田駅 - 大和八木駅 - 桜井駅 - 榛原駅 - 室生口大野駅 - 赤目口駅 - 名張駅 - 桔梗が丘駅 - 美旗駅 - 伊賀神戸駅 - 青山町駅 - 榊原温泉口駅 - 伊勢中川駅 - 松阪駅

## 関連文献
- 小林庄三「鮮魚列車について」- 『鉄道ピクトリアル』No.727 2003年1月臨時増刊号 p.184 - 185 電気車研究会